# Катаріна Лістопадова
Катаріна Лістопадова (22 березня 1993) — словацька плавчиня.
Учасниця Олімпійських Ігор 2012, 2016 років.
Призерка літньої Універсіади 2015 року.